# Autostrada A14
La Autostrada A14 o Autostrada Adriatica es una autopista italiana que une Bolonia con Taranto. La mayor parte de su trazado recorre la costa adriátca de la península italiana. Dispone de dos carriles por sentido aunque tiene tramos de tres carriles en la zona norte. A través de sus 743,4 km discurre entre cimas, pendientes, túneles y puentes.
Inaugurada en 1966 hasta Forlì, bajo la administración de Autostrade per l'Italia, ha sido la mayor ruta turística uniendo las ciudades de la Romaña (Forlì, Cesena, Rímini, Riccione, y Cattolica) con las regiones del sur (Le Marche, Abruzos, Molise y Apulia).